# 克拉科夫大公國

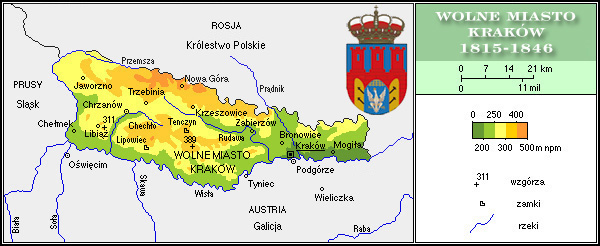
克拉科夫大公國區域

克拉科夫大公國是在1846年11月16日克拉科夫自由市併入奧地利後創建的。從1846年到1918年，該領地的名號為克拉科夫大公，它是奥地利皇帝官方頭銜的一部分。
克拉科夫自由市是維也納會議的產物，它是華沙公國殘餘的自由市，並已成為了一個保護國，但在功能上是獨立的。它一直受到普魯士、奧地利和俄羅斯三方的影響，直到克拉科夫起義失敗後，它於1846年被奧地利帝國吞併。
同時，包含大約加利西亞及其以西的一些波蘭地區的奧地利行政實體的正式名稱改為了“加利西亞王國和洛多梅里亞王國以及克拉科夫大公國和奧斯威辛和扎托公國”（德語：。